# Семененко Ганна Спиридонівна
Ганна Спиридонівна Семененко (? — ?) — українська радянська діячка, новатор сільськогосподарського виробництва, агроном Немирівської МТС в колгоспі імені Ворошилова Немирівського району Вінницької області. Депутат Верховної Ради УРСР 4-го скликання.

## Біографія
У 1950-х роках — агроном Немирівської машинно-тракторної станції (МТС) в колгоспі імені Ворошилова Немирівського району Вінницької області.

## Нагороди
- ордени
- медалі